# Liste de ponts du département du Jura
Liste de ponts du Jura, non exhaustive, représentant les édifices présents et/ou historiques dans le département du Jura, en France.

## Ponts de longueur supérieure à 100 m
Les ouvrages de longueur totale supérieure à 100 m du département du Jura sont classés ci-après par gestionnaires de voies.

### Routes départementales
RD 470 :

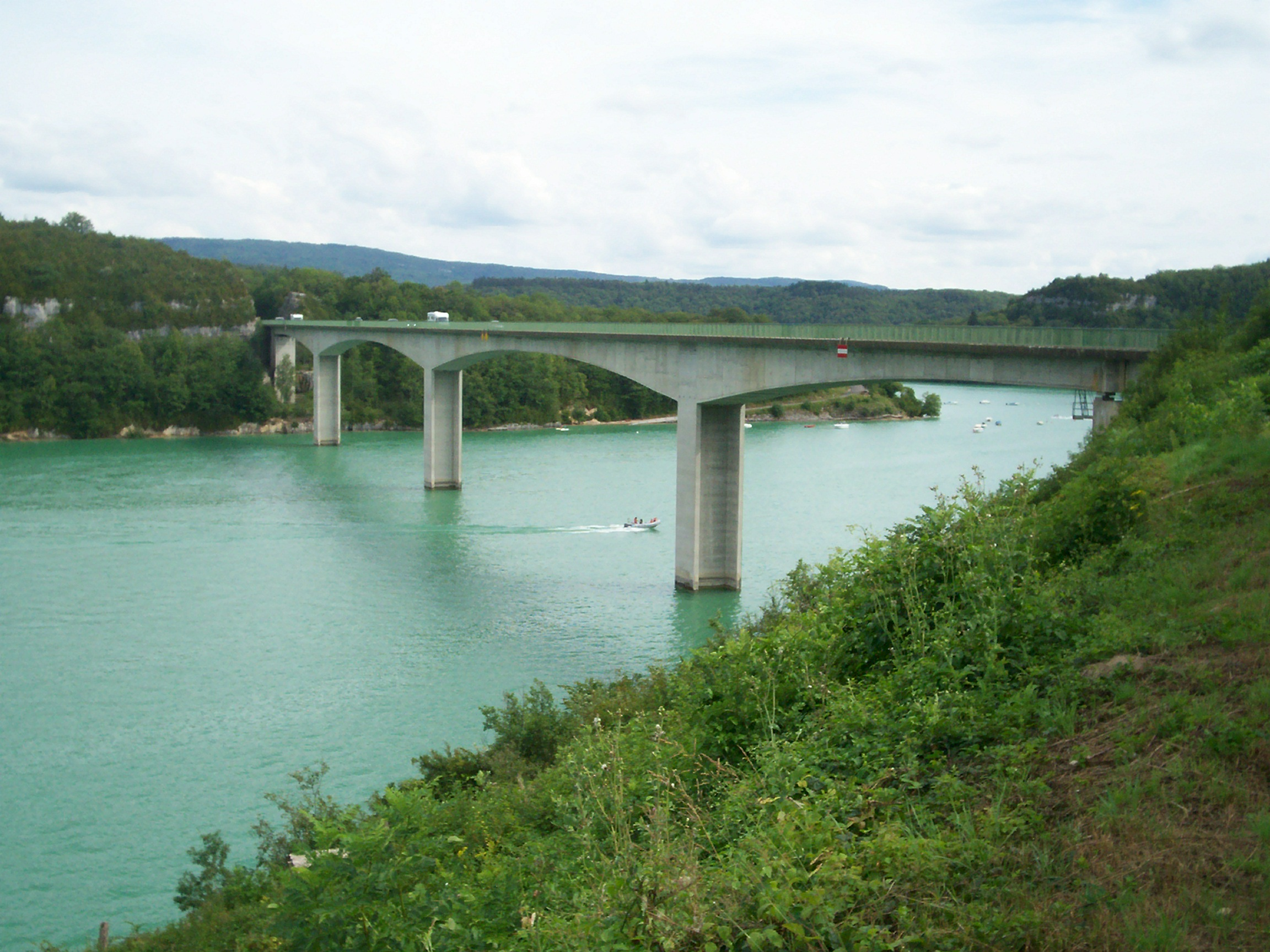
le pont de la Pyle en août 2012.

- Pont de la Pyle : 351 m de long sur la retenue du barrage de Vouglans.
- Viaduc de Villards-d'Héria : 504 m de long sur le ruisseau d'Héria.

RD 27 : pont routier au nord de Meussia en direction de Soucia.

### Voies ferrées
- Viaducs de Morez

## Ponts de longueur comprise entre 50 m et 100 m
Les ouvrages de longueur totale comprise entre 50 et 100 m du département du Jura sont classés ci-après par gestionnaires de voies.

### Routes départementales
RD 678 (ex-RN 78) : Pont sur l'Ain entre Patornay et Pont-de-Poitte

## Ponts présentant un intérêt architectural ou historique
Les ponts du Jura inscrits à l’inventaire national des monuments historiques sont recensés ci-après.
- Pont - Arlay
- Pont - Baume-les-Messieurs - XIXe siècle
- Vieux Pont sur la Seille - Baume-les-Messieurs - XIIIe siècle
- Pont - Blois-sur-Seille - XIXe siècle
- Pont - Chilly-le-Vignoble - XIXe siècle
- Pont - Condamine - XIXe siècle
- Pont - Courbouzon - XIXe siècle
- Pont - Courlaoux - XIXe siècle
- Pont de la Raie des Moutelles - Crissey - XIXe siècle
- Le Vieux Pont - Cuttura - XVIIIe siècle ; XIXe siècle
- Pont - Domblans - XIXe siècle
- Pont de chemin de fer dit Viaduc du Nans - Lavans-lès-Saint-Claude - XIXe siècle
- Pont sur la Vallière - Lons-le-Saunier - XVIIIe siècle ; XIXe siècle
- Pont des Vents sur le Suran - Montfleur - XIXe siècle
- Viaducs de Morez Morez - XXe siècle
- Pont sur la Seille - Nevy-sur-Seille - XVIIIe siècle
- Pont bow-string de la route départementale no 48 - Port-Lesney - XXe siècle
- Pont de Roche blanche - La Rixouse - XVIIIe siècle
- Pont de Ruffey-sur-Seille - Ruffey-sur-Seille - XVIIIe siècle
- Pont du canal de la Molette - Ruffey-sur-Seille - XIXe siècle

## Sources
Base de données Mérimée du Ministère de la Culture et de la Communication.